# Violario
El violario o violarium o pensión vitalícia es un tipo de contrato propio del derecho civil catalán, por el que se recibe el derecho durante la vida de una persona y hasta que esta muera a recibir periódicamente una pensión en dinero. Para recibir este derecho se ha de haber entregado un capital. La obligación de pagar la pensión vitalicia es redimible. Se desarrolló como un tipo de préstamo medieval durante la década de los años 30 del siglo XIV en el Principado de Cataluña. Concebido como una forma de crédito a largo plazo, concretamente en dos vidas. Mediante una formulación comercial, el violario intentaba escapar de las restricciones eclesiásticas que censuraban la usura. En este caso, el prestador recibía el nombre de comprador y el prestatario de vendedor. De esta manera, el objeto de intercambio era el derecho del comprador de percibir una pensión durante dos vidas. A cambio, el vendedor recibía un préstamo monetario. El interés anual de las pensiones se situaron en un primer momento en el 14,29%, si bien fueron bajando a lo largo del siglo XIV. En zonas urbanas las pensiones solían consistir en entregas de numerario; en zonas rurales, en cambio, en las pensiones también se preveían medianeras de grano. El violario también tuvo un interés fundamental en el desarrollo de la fiscalidad pública, puesto que muchos municipios de Cataluña y la misma Diputación  del General vendieron títulos para adelantar el dinero.